# 金沢ファンセレクトカップ
金沢ファンセレクトカップ（かなざわファンセレクトカップ）は、金沢競馬場で行われる地方競馬の重賞競走である。

## 概要
2023年11月19日に金沢競馬を運営する石川県競馬事業局が金沢競馬場の移転50周年の記念事業の一環として、ファン投票によって出走馬を決定する重賞競走「移転50周年 金沢ファンセレクトカップ」を実施することになった。
投票方法は所定の用紙及びX（旧ツイッター）で行われ、対象馬について、金沢競馬の所属馬として本年度の金沢競馬（他場の交流競走を含む）に出走実績がある3歳以上の競走馬かつ本年11月7日時点の番組賞金上位50頭かつ金沢に在厩している競走馬である。また、ファン投票選出馬以外に、記者選抜馬2頭も決定する。
本競走は別定重量戦で行われ、賞金は1着馬3,000,000円、2着馬840,000円、3着馬420,000円、4着馬300,000円、5着馬240,000円であった。
その後、2024年も「北國新聞社後援 金沢ファンセレクトカップ」として継続開催されることが決定した。

## 歴代優勝馬
| 施行日         | 優勝馬             | 性齢 | 所属 | タイム | 優勝騎手 | 管理調教師 | 馬主             |
| -------------- | ------------------ | ---- | ---- | ------ | -------- | ---------- | ---------------- |
| 2023年12月27日 | ハクサンアマゾネス | 牝6  | 金沢 | 1:32.7 | 吉原寛人 | 加藤和義   | 河崎五市         |
| 2024年12月28日 | オヌシナニモノ     | 牡7  | 金沢 | 1:33.9 | 吉田晃浩 | 佐藤茂     | ニットー商事(株) |

### 各回競走結果の出典
- 金沢ファンセレクトカップ　歴代優勝馬-地方競馬全国協会